# ليسوم مايوي
ليسوم مايوي (الاسم العلمي: Illicium maius) هو نوع نباتي يتبع جنس الليسوم من فصيلة الشزندرية.